# Utracone pisma święte
Utracone pisma święte – w wierzeniach ruchu świętych w dniach ostatnich (mormonów) zbiorcza nazwa zapisów zawierających objawienia i teksty o charakterze kanonicznym, które nie są obecnie dostępne człowiekowi.
Kościół Jezusa Chrystusa Świętych w Dniach Ostatnich uznaje Biblię za jedno z czterech pism świętych tworzących uznawany przezeń kanon. Mormońska doktryna zgadza się z ogromną i nieocenioną wartością przekazu biblijnego. Jednocześnie zauważa się w niej, iż sama Biblia mówi o swojej niekompletności. Przywołuje się na poparcie tego stwierdzenia ustępy takie jak trzynasty werset dziesiątego rozdziału Księgi Jozuego, czterdziesty pierwszy werset jedenastego rozdziału Pierwszej Księgi Królewskiej, dwudziesty dziewiąty werset dwudziestego dziewiątego rozdziału Pierwszej Księgi Kronik czy trzeci werset trzeciego rozdziału Listu do Efezjan.
Podstawą do występującego w mormońskich wierzeniach przekonania o istnieniu utraconych pism świętych jest również Księga Mormona. Wspomina ona o licznych prorockich tekstach nieobecnych w obecnie znanym tekście biblijnym, chociażby zapisanych przez Zenosa, Zenoka czy Neuma. Miały być one utrwalone na mosiężnych płytach oraz zawierać proroctwa dotyczące przyszłości Izraela oraz przyjścia Jezusa Chrystusa. Jakub, brat Nefiego, oświadczył, że wszyscy prorocy świadczyli o Chrystusie, czego na gruncie samego tylko Starego Testamentu w obecnie istniejącej formie nie można w zasadzie bezpośrednio potwierdzić. Joseph Smith, pierwszy prezydent Kościoła oraz jego twórca, skomentował ten fakt już na początku swojej aktywności religijnej, chociażby w 1832. Częściowym rozwiązaniem tego teologicznego problemu miał być przekład biblijny, którego opracowania podjął się Smith. Jego fragmenty zostały ostatecznie uznane przez Kościół za kanoniczne i włączone w skład Perły Wielkiej Wartości.
Nauki i Przymierza mówią o utraconych pismach Jana Ewangelisty oraz wspominają o prawie dotyczącym radzenia sobie z wrogami, które Bóg miał dać Abrahamowi, Izaakowi, Jakubowi i Józefowi. Nie można go wszakże odnaleźć w którejkolwiek z ksiąg biblijnych. Księga Mojżesza, część Perły Wielkiej Wartości, wspomina o księdze pamięci prowadzonej przez Adama oraz jego potomków. Wskazuje się też na liczne proroctwa i błogosławieństwa pochodzące zarówno od Adama jak i od jego potomnych, wypowiedziane w Adam-ondi-Ahman, zgodnie z rozdziałem sto siódmym Nauk i Przymierzy.
W mormońskiej teologii uznaje się, że również znaczna część materiału źródłowego Księgi Mormona pozostaje obecnie niedostępna. Złote płyty, które Joseph Smith miał otrzymać 22 września 1827, zawierały zapis autorstwa Lehiego oraz dodatkowe pisma Nefiego. Rozmaici skrybowie zaangażowani zgodnie z mormońskimi wierzeniami w proces tworzenia Księgi Mormona, chociażby Jakub, Mormon czy Moroni, wielokrotnie wspominają, że nie byli w stanie ująć nawet setnej części dostępnego im materiału. Bóg miał również często nakazywać nefickim historykom odpowiedzialnym za prowadzenie zapisów, by ci nie rozpowszechniali pewnych informacji bądź też nie wspominali o niektórych kwestiach. Podobny nakaz miał zresztą otrzymać i sam Joseph Smith. Zakazano mu bowiem tłumaczenia znacznej, zapieczętowanej części wspomnianych już wyżej złotych płyt.
W znacznie szerszym sensie znaczna część treści, którą można uznać z mormońskiej perspektywy za pisma święte, nigdy nie została przez śmiertelników spisana. Zgodnie z przekazem zawartym w sześćdziesiątym ósmym rozdziale Nauk i Przymierzy każde słowa wypowiedziane dzięki poruszeniu Ducha Świętego są pismem świętym. W formie pisanej nie zachowały się również niezwykle liczne, natchnione wypowiedzi rozmaitych apostołów i proroków. Ten specyficzny rodzaj pism świętych ma być niemniej znany Bogu oraz przez niego zachowany, zgodnie choćby z dwudziestym szóstym wersetem dwudziestego siódmego rozdziału Trzeciej Księgi Nefiego. Tak samo świadectwa wypowiadane na ziemi mają być zapisywane w niebie, tak by patrzyli nań aniołowie, zgodnie z wersetem trzecim sześćdziesiątego drugiego rozdziału Nauk i Przymierzy.
Przekonanie o istnieniu utraconych pism świętych wiąże się w mormońskiej myśli z przekonaniem, że wiele nowych pism świętych ma się jeszcze pojawić. Bruce R. McConkie, członek Kworum Dwunastu Apostołów oraz specjalista w zakresie mormońskiej doktryny, zauważył w tym kontekście, że wiele z nich zostanie jeszcze objawionych w procesie nazywanym wśród świętych w dniach ostatnich tłumaczeniem.